# 이혜림 (예술가)
이혜림(1963년 ~ )은 대한민국 서울특별시에서 태어난 뉴질랜드의 예술가이다. 주로 3D 애니메이션과 디지털 사진으로 유명하다.
이화여자대학교에서 공부했다. 1985년 성악 전공으로 음악학사를 받았다. 뉴질랜드로 건너가서 2002년 오클랜드 대학교에서 Elam School of Fine Arts의 인터미디어를 전공하여 미술학위를 수료했다.